# Hoa (đảo)
đảo Hoa (tiếng Trung: 花嶼; Hán-Việt: Hoa dữ; bính âm Hán ngữ: Huā Yǔ; bính âm thông dụng: Hua Yǔ; Bạch thoại tự: Hoe-sū) là một đảo thuộc thôn Hoa Dữ, hương Vọng An, huyện Bành Hồ, Đài Loan. Đây là đảo cực tây của Bành Hồ. Đảo này còn được gọi là "đảo Tây" (西嶼). Đèn biển đảo Hoa được xây từ thời Nhật Bản cai trị và nằm tại vùng đồi phía tây nam của đảo
Các tuyến phà định kỳ chạy giữa Mã Công và đảo Hoa cũng như giữa đảo Vọng An và đảo Hoa.

## Lịch sử
Khi những di dân người Hán đầu tiên vượt biển đến khu vực Đài Loan, họ thấy quần đảo Bành Hồ cằn cỗi, chỉ có đảo Hoa là hơi có màu xanh nên gọi hòn đảo này là đảo Hoa, và gọi một hòn đảo khác gần đó là đảo Thảo
Từ năm Khang Hy thứ 23 nhà Thanh (1684) đến thời Càn Long, đảo Hoa bị liệt vào cấm địa, nên mãi đến giữa thời Càn Long mới có người định cư trên đảo. Tổ tiên của cư dân chủ yếu di cư từ thôn Thủy An và thôn Trung Xã trên đảo Vọng An.
Đèn biển đảo Hoa được xây dựng vào năm 1939 trong kế hoạch quân sự của Nhật Bản trong khu vực.
Sau khi chuyển giao Đài Loan cho Trung Hoa Dân Quốc vào năm 1945. Thôn Hoa Dữ được thành lập vào năm 1946.
Cư dân trên đảo ban đầu sử dụng một giếng sâu để lấy nước. Theo thời gian, giếng bị cạn nước và một nhà máy khử mặn nước biển được xây dựng vào năm 2019. Vào ngày 11 tháng 8 năm 2019, nhà máy khử mặn này gặp sự cố khiến người dân khiếu nại. Nhà máy đã được khôi phục hoạt động bình thường vào ngày 20 tháng 8.
Chiều ngày 5/10/2019, một tàu vô danh của Trung Quốc bị bắt quả tang vi phạm vùng biển Đài Loan 21 hải lý (39 km) về phía tây bắc đảo Hoa. Con tàu được đưa vào bờ và thủy thủ đoàn bị bắt.

## Địa lý
Đảo Hoa là điểm cực tây của Bành Hồ, cách đảo Vọng An 18 km về phía tây-tây bắc, 8 km về phía bắc của Đảo Miêu (貓嶼) và 8,5 km về phía bắc của đảo Thảo (草嶼).
Đảo có hình tam giác. Điểm cao nhất trên đảo là 53 m (174 ft) trên mực nước biển.
Hòn đảo này cấu thành từ đá granit, khiến cho nó khác biệt về mặt địa chất với các hòn đảo khác ở Bành Hồ.

## Hình ảnh

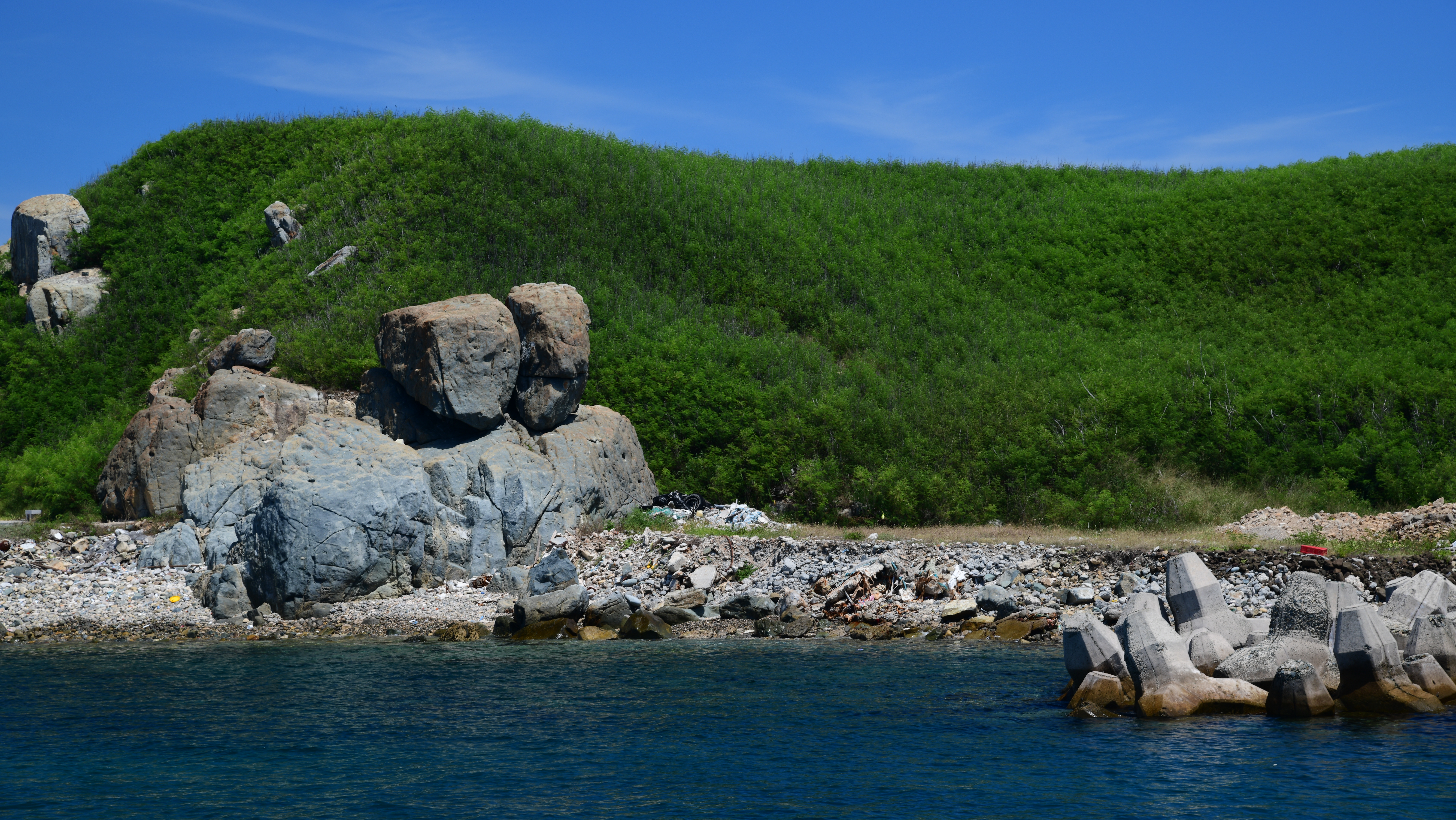
Đá Tình Nhân, khu vực bến cảng đảo Hoa.
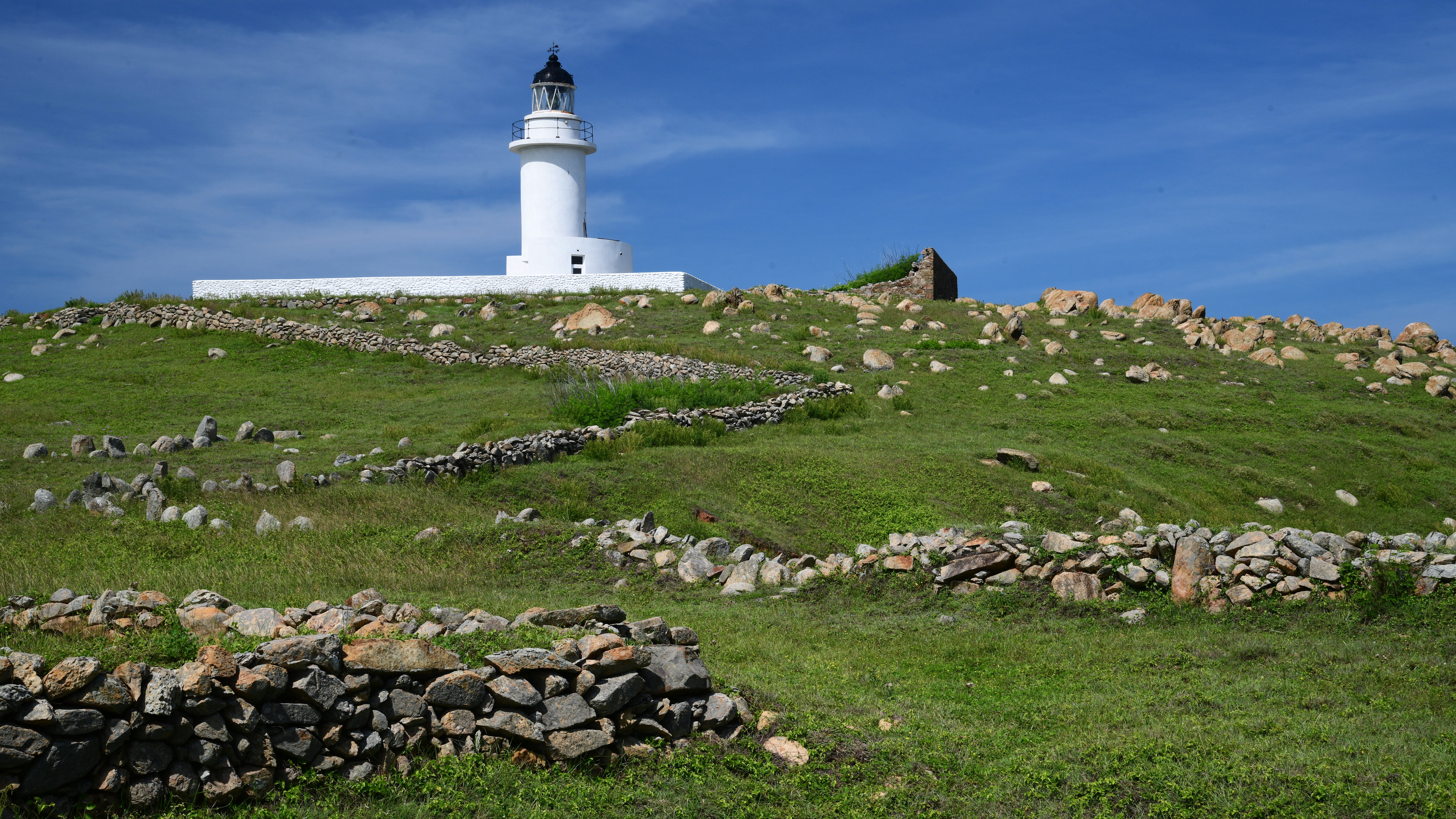
Đèn biển đảo Hoa
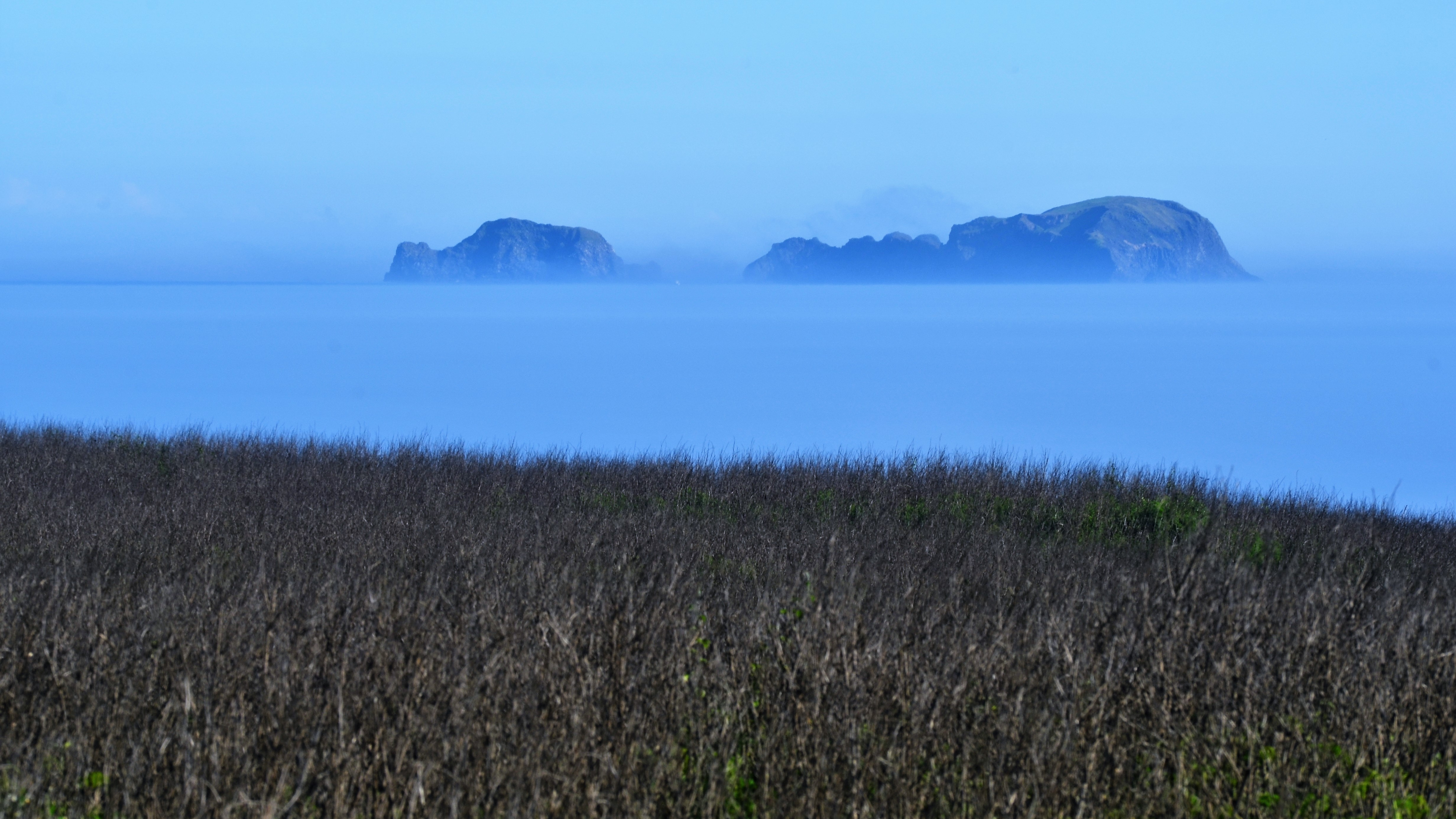
Đảo Miêu, nhìn từ đảo Hoa.
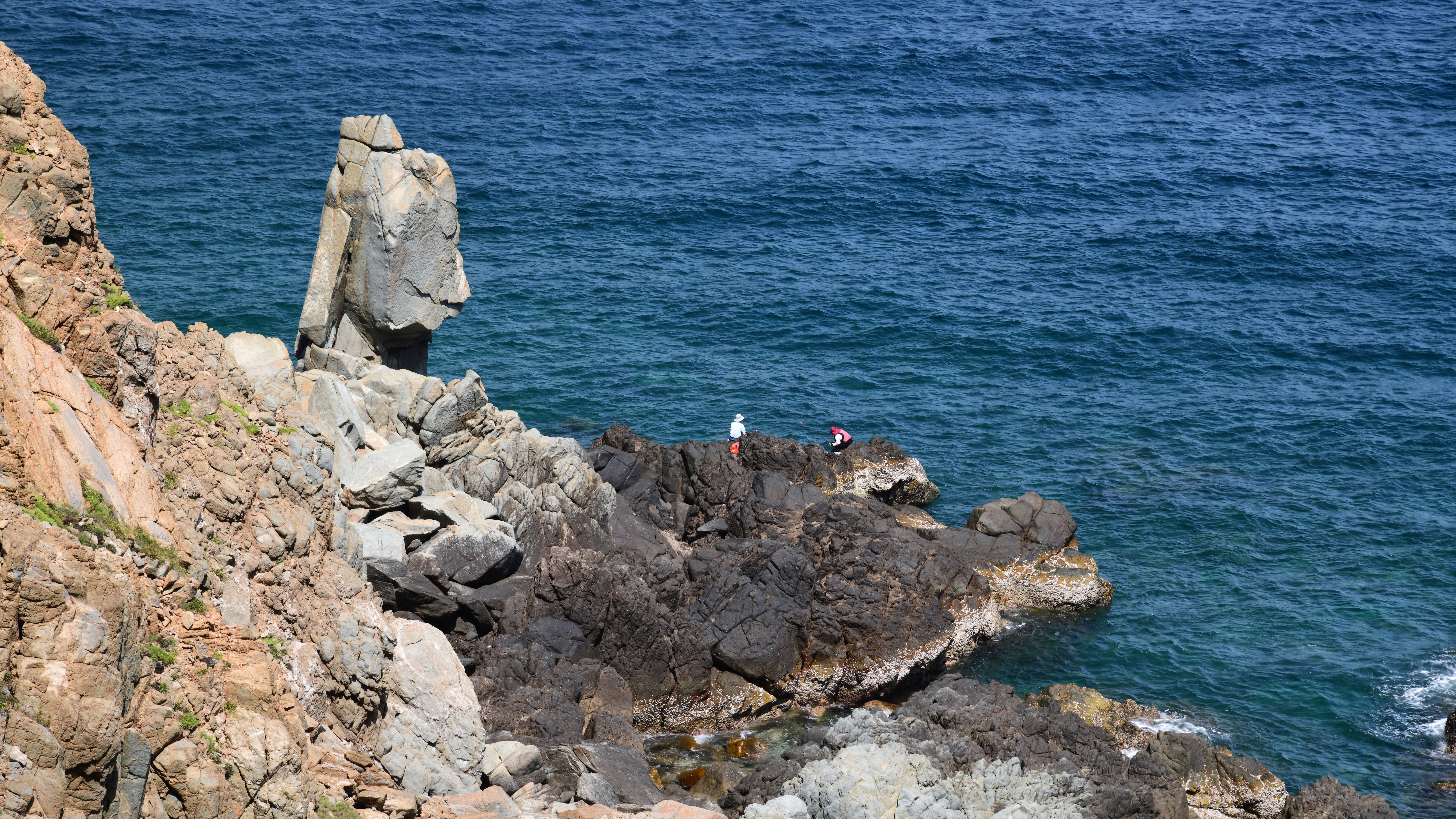
Đá Quan Âm.